# Dunaújváros vasútállomás
Dunaújváros vasútállomás egy Fejér vármegyei vasútállomás, Dunaújváros városában, a MÁV üzemeltetésében.
A belterület nyugati részén helyezkedik el, közúti megközelítését a 6-os főút és a 6219-es út körforgalmú csomópontjából kiágazó rövid bekötőút (települési nevén Dózsa György út / Kandó Kálmán tér) biztosítja. Utóbbi korábban országos közútként az 51 318-as útszámozást viselte, de egy ideje már önkormányzati útnak minősül.

## Története
1952-ben adták át Sztálinváros vasútállomás néven, ezt a nevet 1961-ig viselte. 1983-ban villamosították. A felvételi épület jellegzetes szocreál stílusban épült.

## Vasútvonalak
Az állomást az alábbi vasútvonalak érintik:
- Pusztaszabolcs–Paks-vasútvonal

## Kapcsolódó állomások
A vasútállomáshoz az alábbi állomások vannak a legközelebb:
- Dunaújváros külső megállóhely (Pusztaszabolcs–Paks-vasútvonal)
- Újvenyim megállóhely (Pusztaszabolcs–Paks-vasútvonal)

## Forgalom
| Járat | Útvonal | Gyakoriság                                                 |
| ----- | --- | ---------------------------------------------------------- |
| S42   | Budapest-Déli – Budapest-Kelenföld – Budafok – Háros – Budatétény – Barosstelep – Nagytétény-Diósd – Érdliget – Érd felső – Érd – Százhalombatta – Dunai Finomító – Ercsi – Iváncsa – Pusztaszabolcs – Adony – Kulcs – Rácalmás – Dunaújváros | 1-4 óránként                                               |
| Z42   | Budapest-Déli – Budapest-Kelenföld – Érd felső – Százhalombatta – Iváncsa – Pusztaszabolcs – Adony – Kulcs – Rácalmás – Dunaújváros | Munkanapokon napi 4 Dunaújváros felé, napi 2 Budapest felé |
| S431  | Dunaújváros – Újvenyim – Mezőfalva – Nagykarácsony felső – Nagykarácsony – Alap – Rétszilas alsó – Rétszilas – Sáregres – Simontornya | Napi 2 pár                                                 |
| S432  | Dunaújváros – Újvenyim – Mezőfalva – Nagykarácsony felső – Nagykarácsony – Alap – Rétszilas alsó – Rétszilas – Cece | Napi 3 pár                                                 |